# Élections des gouverneurs américains de 2019
Les élections des gouverneurs américains de 2019 ont lieu les 5 et 16 novembre 2019 et visent l'élection des gouverneurs dans 3 États des États-Unis : le Kentucky, la Louisiane et le Mississippi.
Les démocrates gardent leur siège de Louisiane et prennent le siège du Kentucky aux républicains qui gardent toutefois leur siège du Mississippi.

## Gouverneurs entrants et sortants
Le tableau ci-dessous résume les gouverneurs sortants et les candidats au poste de gouverneur et aux primaires.
| État               | Gouverneur sortant | Gouverneur sortant | Première élection  | Éligible à une réélection | Gouverneur élu     | Gouverneur élu     | Gain | Gain |
| État               | Gouverneur sortant | Gouverneur sortant | Première élection  | Éligible à une réélection | Gouverneur élu     | Gouverneur élu     | R    | D    |
| ------------------ | ------------------ | ------------------ | ------------------ | ------------------------- | ------------------ | ------------------ | ---- | ---- |
| Kentucky           |                    | Matt Bevin         | 2015               | Oui                       |                    | Andy Beshear       | -1   | +1   |
| Louisiane          |                    | John Bel Edwards   | 2015               | Oui                       |                    | John Bel Edwards   |      |      |
| Mississippi        |                    | Phil Bryant        | 2011               | Non                       |                    | Tate Reeves        |      |      |
| Total gains sièges | Total gains sièges | Total gains sièges | Total gains sièges | Total gains sièges        | Total gains sièges | Total gains sièges | -1   | +1   |

## Situation par État

### Louisiane
| Candidats | Candidats        | Parti       | Voix      | %         |
| --------- | ---------------- | ----------- | --------- | --------- |
|           | John Bel Edwards | Démocrate   | 625 970   | 46,59     |
|           | Eddie Ripsone    | Républicain | 368 319   | 27,42     |
|           | Ralph Abraham    | Républicain | 317 149   | 23,61     |
|           | Oscar Dantzler   | Démocrate   | 10 993    | 0,82      |
|           | Patrick Landry   | Républicain | 10 966    | 0,82      |
|           | Gary Landrieu    | Indépendant | 10 084    | 0,75      |
|           |                  |             |           |           |
| Total     | Total            | Total       | 1 343 481 | 1 343 481 |

| Candidats | Candidats        | Parti       | Voix      | %         |
| --------- | ---------------- | ----------- | --------- | --------- |
|           | John Bel Edwards | Démocrate   | 774 498   | 51,33     |
|           | Eddie Ripsone    | Républicain | 734 268   | 48,67     |
|           |                  |             |           |           |
| Total     | Total            | Total       | 1 508 784 | 1 508 784 |